# Mistrzostwa Świata w Kajakarstwie 1979
15. Mistrzostwa świata w kajakarstwie odbyły się w dniach 15–19 sierpnia 1979 w Duisburgu.
Rozegrano 15 konkurencji męskich i 3 kobiece. Mężczyźni startowali w kanadyjkach jedynkach (C-1) i dwójkach (C-2) oraz w kajakach jedynkach (K-1), dwójkach (K-2) i czwórkach (K-4), zaś kobiety w kajakach jedynkach, dwójkach i czwórkach. Liczba i rodzaj konkurencji nie zmieniły się od poprzednich mistrzostw.
Pierwsze miejsce w klasyfikacji medalowej wywalczyli reprezentanci Związku Radzieckiego.

## Medaliści

### Mężczyźni

#### Kanadyjki
| Konkurencja: | Złoto:                                    | Rezultat | Srebro:                                       | Rezultat | Brąz:                                       | Rezultat |
| C-1 500 m    | Siergiej Postriechin                      | 2:03,32  | Ulrich Eicke                                  | 2:03,36  | Lubomir Lubenow                             | 2:04,02  |
| C-1 1000 m   | Tamás Wichmann                            | 4:22,09  | Lubomir Lubenow                               | 4:23,70  | Ivan Patzaichin                             | 4:25,27  |
| C-1 10 000 m | Tamás Wichmann                            | 49:08,41 | Serhij Łymynowycz                             | 49:16,93 | Ivan Patzaichin                             | 49:50,27 |
| C-2 500 m    | Rumunia · Ivan Patzaichin · Petre Capusta | 1:50,19  | ZSRR · Serhij Petrenko · Aleksandr Winogradow | 1:50,41  | Polska · Marek Łbik · Piotr Pawłowski       | 1:52,22  |
| C-2 1000 m   | ZSRR · Wasyl Jurczenko · Jurij Łobanow    | 3:54,03  | Węgry · Tamás Buday · Oszkár Frey             | 3:56,57  | Rumunia · Gheorghe Simionov · Toma Simionov | 3:58,73  |
| C-2 10 000 m | ZSRR · Wasyl Jurczenko · Jurij Łobanow    | 43:53,65 | Rumunia · Cherasim Munteanu · Gheorghe Titu   | 44:02,19 | Węgry · Tamás Buday · István Vaskuti        | 44:17,50 |

#### Kajaki
| Konkurencja: | Złoto:                                                                                  | Rezultat | Srebro:                                                                                   | Rezultat | Brąz:                                                                            | Rezultat |
| K-1 500 m    | Uładzimir Parfianowicz                                                                  | 1:49,64  | John Sumegi                                                                               | 1:50,99  | Peter Hempel                                                                     | 1:51,17  |
| K-1 1000 m   | Rüdiger Helm                                                                            | 3:58,61  | Ion Bîrlădeanu                                                                            | 3:59,86  | Felix Masár                                                                      | 4:01,04  |
| K-1 10 000 m | Milan Janić                                                                             | 46:01,84 | Einar Rasmussen                                                                           | 46:02,74 | Mikałaj Stiepanienka                                                             | 46:06,22 |
| K-2 500 m    | ZSRR · Uładzimir Parfianowicz · Siergiej Czuchraj                                       | 1:37,57  | NRD · Bernd Olbricht · Rüdiger Helm                                                       | 1:39,00  | Francja · Alain Lebas · Francis Hervieu                                          | 1:40,60  |
| K-2 1000 m   | Norwegia · Einar Rasmussen · Olaf Søyland                                               | 3:36,19  | Węgry · Zoltán Bakó · István Szabó                                                        | 3:36,98  | ZSRR · Siergiej Czuchraj · Uładzimir Tajnikow                                    | 3:37,47  |
| K-2 10 000 m | Rumunia · Nicușor Eșanu · Ion Bîrlădeanu                                                | 41:27,80 | ZSRR · Mikałaj Astapkowicz · Władimir Romanowski                                          | 41:31,99 | Hiszpania · Herminio Menéndez · Luis Gregorio Ramos                              | 41:33,33 |
| K-4 500 m    | NRD · Bernd Duvigneau · Harald Marg · Jürgen Dittrich · Roland Graupner                 | 1:30,02  | ZSRR · Anatolij Szykarenko · Jonas Zautra · Siergiej Czuchraj · Uładzimir Tajnikow        | 1:31,02  | Polska · Ryszard Oborski · Daniel Wełna · Grzegorz Kołtan · Grzegorz Śledziewski | 1:31,48  |
| K-4 1000 m   | NRD · Bernd Duvigneau · Rüdiger Helm · Harald Marg · Bernd Olbricht                     | 3:14,43  | Polska · Ryszard Oborski · Daniel Wełna · Grzegorz Kołtan · Grzegorz Śledziewski          | 3:15,65  | ZSRR · Aleksandr Szaparenko · Serhij Nahorny · Aleksandr Awdiejew · Jonas Zautra | 3:16,31  |
| K-4 10 000 m | ZSRR · Aleksandr Szaparenko · Siergiej Nikolski · Władimir Morozow · Aleksandr Awdiejew | 36:05,46 | Polska · Andrzej Klimaszewski · Krzysztof Lepianka · Zbigniew Torzecki · Zdzisław Szubski | 36:07,96 | Węgry · Tamás Benkő · Péter Konecsny · László Szabó · Zoltán Romhanyi            | 36:13,35 |

### Kobiety

#### Kajaki
| Konkurencja: | Złoto:                                                                   | Rezultat | Srebro:                                                                                 | Rezultat | Brąz:                                                                       | Rezultat |
| K-1 500 m    | Roswitha Eberl                                                           | 2:04,47  | Galina Aleksiejewa                                                                      | 2:06,93  | Klára Rajnai                                                                | 2:08,45  |
| K-2 500 m    | ZSRR · Natalja Kałasznikowa · Nina Doroch                                | 1:54,19  | NRD · Marion Rösiger · Martina Bischof                                                  | 1:54,32  | Rumunia · Agafia Orlov · Nastasia Nikitov                                   | 1:55,71  |
| K-4 500 m    | NRD · Marion Rösiger · Martina Bischof · Birgit Fischer · Roswitha Eberl | 1:42,60  | ZSRR · Galina Aleksiejewa · Nadieżda Trachimionok · Tatjana Korszunowa · Łarysa Nedwiga | 1:45,32  | Rumunia · Agafia Orlov · Nastasia Nikitov · Maria Nicolae · Adriana Tarasov | 1:45,53  |

## Klasyfikacja medalowa
| Miejsce | Państwo        | Złoto | Srebro | Brąz | Razem |
| ------- | -------------- | ----- | ------ | ---- | ----- |
| 1       | ZSRR           | 7     | 6      | 3    | 16    |
| 2       | NRD            | 5     | 2      | 1    | 8     |
| 3       | Rumunia        | 2     | 2      | 5    | 9     |
| 4       | Węgry          | 2     | 2      | 3    | 7     |
| 5       | Norwegia       | 1     | 1      | 0    | 2     |
| 6       | Jugosławia     | 1     | 0      | 0    | 1     |
| 7       | Polska         | 0     | 2      | 2    | 4     |
| 8       | Bułgaria       | 0     | 1      | 1    | 2     |
| 9       | Australia      | 0     | 1      | 0    | 1     |
| 9       | RFN            | 0     | 1      | 0    | 1     |
| 11      | Czechosłowacja | 0     | 0      | 1    | 1     |
| 11      | Francja        | 0     | 0      | 1    | 1     |
| 11      | Hiszpania      | 0     | 0      | 1    | 1     |
|         | Razem          | 18    | 18     | 18   | 54    |